# Срочин
Срочин (пол. Sroczyn) — село в Польщі, у гміні Кішково Гнезненського повіту Великопольського воєводства.
Населення — 173 особи (2011).
У 1975-1998 роках село належало до Познанського воєводства.

## Демографія
Демографічна структура станом на 31 березня 2011 року:
|          | Загалом | Допрацездатний вік | Працездатний вік | Постпрацездатний вік |
| -------- | ------- | ------------------ | ---------------- | -------------------- |
| Чоловіки | 93      | 22                 | 64               | 7                    |
| Жінки    | 80      | 21                 | 46               | 13                   |
| Разом    | 173     | 43                 | 110              | 20                   |